# Narrikup
Narrikup är en ort i Australien. Den ligger i kommunen Plantagenet Shire och delstaten Western Australia, omkring 360 kilometer sydost om delstatshuvudstaden Perth. Antalet invånare är 516.
Runt Narrikup är det mycket glesbefolkat, med 2 invånare per kvadratkilometer.. Närmaste större samhälle är Mount Barker, omkring 16 kilometer norr om Narrikup.
Trakten runt Narrikup består till största delen av jordbruksmark. Genomsnittlig årsnederbörd är 808 millimeter. Den regnigaste månaden är september, med i genomsnitt 134 mm nederbörd, och den torraste är februari, med 12 mm nederbörd.